# 旭川市立女子高等学校
旭川市立女子高等学校 （あさひかわしりつ じょしこうとうがっこう）は、かつて北海道旭川市に存在した公立高等学校。旭川市立七条高等学校に校名変更後、1951年（昭和26年）3月31日をもって閉校した。本項では旭川市立高等女学校などの前身・後身諸校を含めて記述する。
閉校後、跡地には旭川市立北都中学校の新校舎が建設されたが、同中学校は旭川市立中央中学校に統合され、2015年3月31日をもって閉校した。

## 沿革
- 1915年（大正4年）2月 - 旭川区立女子職業学校として開校する。
- 1921年（大正10年）3月10日 - 高等女学校に改編され、旭川区立北都高等女学校となる。
- 1922年（大正11年） - 市制施行により、旭川市立北都高等女学校となる。
- 1935年（昭和10年）6月13日 - 旭川市立高等女学校に改称する。
- 1948年（昭和23年）4月1日 - 学制改革により、旭川市立女子高等学校となる。
- 1950年（昭和25年）4月1日 - 旭川市立七条高等学校に改称する。
- 1951年（昭和26年）3月31日 - 閉校。
- 1958年（昭和33年）- 跡地に旭川市立北都中学校の新校舎が建設され、同地へ移転。
- 2015年（平成27年）3月31日 - 旭川市立北都中学校が旭川市立中央中学校に統合され閉校[1]。

## 著名な卒業生
- 知里幸恵（詩人）
- 三浦綾子（小説家）